# Eupithecia acragas
Eupithecia acragas är en fjärilsart som beskrevs av Claude Herbulot 1987. Eupithecia acragas ingår i släktet Eupithecia och familjen mätare. Inga underarter finns listade i Catalogue of Life.